# Røgbøje
En røgbøje eller røggranat er en genstand til brug for visuel markering i åbne områder med anvendelse af røg.
Røgbøjen og røggranaten har den samme funktion, men hvor røggranaten finder anvendelse på land, kan en røgbøje flyde. De specifikke anvendelsesmuligheder kan variere lidt, men selve teknikken bag dem er den samme. Røgbøjen vil oftest være større end -granaten (på grund af flydeevnen). De primære brugere er forsvaret, politiet, faldskærmsklubber og dykkere.

## Opbygning
Den grundlæggende opbygning er salpeter og simple kulhydrater (sukker). Ved antændelse med et begrænset eksplosivstof udvikles der en kraftig røg. Salpeteren virker her som en katalysator for sukkerstoffet. En tilsvarende proces, hvor damp anvendes som katalysator, kan fremprovokeres ved at anbringe rosiner i en mikrobølgeovn. Ved tilsætning af forskellige letmetaller kan røgbøjer/-granater konstrueres til at afgive røg i farverne hvid, sort, rød, gul, grøn og lilla.

## Anvendelse
- Nødsignal
- Visning af vindretning og -styrke

### Røggranat
- Markering for improviserede helikopterlandingspladser
- Markering af personels placering
- Distrahering af personer

### Røgbøjer
- Markering af dykkere i eller under havoverfladen
- Markering af små skibe
- Markering af farlige steder